# Trebunie-Tutki
Trebunie-Tutki – muzykująca od pokoleń rodzina z Białego Dunajca, która przeszła ewolucję od kapeli ludowej po zespół koncertujący na największych festiwalach muzyki świata w Europie, a także Azji i Ameryce Płn. Charakterystyczne aranżacje zespołu opierają się na wykorzystaniu tradycyjnych instrumentów, skali góralskiej, specyficznym stylu wykonawczym. Współpracują z artystami w kraju i za granicą, m.in. Adrianem Sherwoodem, Krzysztofem Ścierańskim, Voo Voo, Włodzimierzem Kiniorskim oraz jamajskim zespołem reggae – Twinkle Brothers, z którym w 2008 wydali album Songs of Glory/Pieśni Chwały. Autorami muzyki i tekstów są Krzysztof Trebunia-Tutka i Norman Grant.
W 1998 grupa wsparła antyrasistowską kampanię Muzyka przeciwko rasizmowi firmowaną przez Stowarzyszenie „Nigdy Więcej”. Utwór Pamięci Boba (Nasze reggae) znalazł się na składance „Jedna Rasa - Ludzka Rasa. Muzyka Przeciwko Rasizmowi, część 2” (wyd. w 1998 na CD i kasecie). W 2021 roku album ten został wydany po raz pierwszy na płycie winylowej.
W 2008 zespół otrzymał tytuł Honorowego Ambasadora Polszczyzny.
16 czerwca 2010 album Pieśni chwały uzyskał w Polsce status złotej płyty, sprzedając się w nakładzie 15 tys. egzemplarzy.
3 grudnia 2012 zmarł najstarszy członek zespołu Władysław Trebunia-Tutka.

## Dyskografia
1. Żywot Janicka Zbójnika, prod. Gamma, Kraków 1992
2. Higher Heights (z Twinkle Brothers), prod. Twinkle Music, Londyn 1992, prod. Kamahuk, Warszawa 1993
3. Baciarujciez chłopcy, prod. Stebo, Kraków 1993
4. Zagrojcie dudzicki, prod. Stebo, Kraków 1993
5. Kolędy góralskie, prod. Folk, Zakopane 1993
6. Ballada o śmierci Janosika, prod. Folk, Zakopane 1993
7. Folk karnawał I, prod. Folk, Zakopane 1993
8. Folk karnawał II, prod. Folk, Zakopane 1994
9. Górale na wesoło, prod. Folk, Zakopane 1994
10. Come Back Twinkle to Trebunia Family (z Twinkle Brothers), prod. Kamahuk, W-wa 1994
11. Śpiewki i nuty, prod. Folk, Zakopane 1994
12. Music of The Tatra Mountains – The Trebunia Family, prod. Nimbus Records, Londyn 1995
13. Saga, MC prod. Folk, Zakopane 1996
14. Kolędy góralskie, ed. II, prod. Folk, Zakopane 1996
15. Janosik w Sherwood, prod. Kamahuk, Warszawa 1996
16. Greatest Hits, prod. Kamahuk, Warszawa 1997
17. Góral-ska Apo-Calypso, prod. Folk, Zakopane 1998
18. Podniesienie, prod. Kamahuk, Warszawa 1998
19. Jubileusz z Warszawskim Chórem Międzyuczelnianym
20. Etno-Techno, prod. Folk, Zakopane 2000
21. Best Dub, prod. Kamahuk, Warszawa 2000
22. Folk karnawał, prod. Folk, Zakopane 2000
23. Złota kolekcja, prod. Pomaton EMI, Warszawa 2001
24. Baciarujciez chłopcy, ed. II, prod. Folk, Zakopane 2001
25. Zagrojcie dudzicki, ed. II, prod. Folk, Zakopane 2001
26. Ballada o śmierci Janosika, ed. II, Folk, Zakopane 1993-2005
27. Góralsko siła, F.F. Folk, Zakopane, 2006
28. Tischner – Trebunie-Tutki + Voo Voo-nootki, 2007 – złota płyta[7]
29. Songs of Glory/Pieśni chwały – Trebunie-Tutki + Twinkle Brothers, Warszawa 2008 – złota płyta[5]
30. Duch Gór/The Spirit of the Mountains – Trebunie-Tutki + Quintet Urmuli, 2016

## Nagrody i wyróżnienia
| Rok  | Kategoria                                          | Tytułem                        | Nagroda        | Nota      | Źródło |
| ---- | -------------------------------------------------- | ------------------------------ | -------------- | --------- | ------ |
| 1995 | Album roku – muzyka tradycji i źródeł              | Śpiewki i nutki                | Fryderyki 1995 | Nominacja | [ 8 ]  |
| 1996 | Album roku – muzyka tradycji i źródeł              | W Sherwood                     | Fryderyki 1996 | Nominacja | [ 9 ]  |
| 2008 | Wydawnictwo Specjalne – Najlepsza Oprawa Graficzna | Tischner                       | Fryderyki 2008 | Nominacja | [ 10 ] |
| 2008 | Album roku – etno/folk                             | Tischner                       | Fryderyki 2008 | Nominacja | [ 10 ] |
| 2008 | Album roku – etno/folk                             | Góralsko siła                  | Fryderyki 2008 | Nominacja | [ 10 ] |
| 2009 | Album roku – folk/muzyka świata                    | Songs Of Glory – Pieśni chwały | Fryderyki 2009 | Nominacja | [ 11 ] |